# Сковронкі (Мазовецьке воєводство)
Сковронкі (пол. Skowronki) — село в Польщі, у гміні Бельськ-Дужий Груєцького повіту Мазовецького воєводства.
Населення — 123 особи (2011).
У 1975-1998 роках село належало до Радомського воєводства.

## Демографія
Демографічна структура станом на 31 березня 2011 року:
|          | Загалом | Допрацездатний вік | Працездатний вік | Постпрацездатний вік |
| -------- | ------- | ------------------ | ---------------- | -------------------- |
| Чоловіки | 58      | 7                  | 43               | 8                    |
| Жінки    | 65      | 12                 | 37               | 16                   |
| Разом    | 123     | 19                 | 80               | 24                   |